# Happy Christmas (film)
Happy Christmas è un film del 2014 diretto da Joe Swanberg.

## Trama
L'irresponsabile ventenne Jenny arriva a Chicago per vivere con suo fratello maggiore Jeff, un giovane regista che vive un'esistenza felice con sua moglie Kelly e il figlio di due anni. L'arrivo di Jenny scuote la loro tranquilla vita domestica mentre lei e l'amico di Jenny del liceo, Carson, innescano un'evoluzione nella vita e nella carriera di Kelly.

## Accoglienza
Il film è stato accolto con recensioni positive. Su Rotten Tomatoes, il film detiene un indice di gradimento del 76% basato su 79 recensioni, con una valutazione media di 6,4/10. Su Metacritic, il film ha un punteggio di 70 su 100, basato su 28 critici, che indica "recensioni generalmente favorevoli".